# Campionato Italiano di softball maschile
Il campionato italiano di softball maschile è stato introdotto dalla FIBS nel 2008, abolito, successivamente, dopo l'edizione del 2011, per poi essere riorganizzato nel 2013. La formula è basata su una serie di 8 tornei interregionali (ciascuno con un minimo di 3 squadre partecipanti), che consentono di qualificarsi per i quarti di finale, definendo così le 4 formazioni che si contendono il titolo nella Final Four. 
Nel 2014, battendo nella serie di finale la Pro Roma Softball Fastpitch in due incontri, il Team Enjoy FVG si è laureato Campione d'Italia di Softball Maschile. Nel 2016 il titolo è tornato a Roma, grazie alla Pro Roma che si è aggiudicata così il suo sesto scudetto battendo in finale proprio i rivali della Jr Alpina Fastpitch di Trieste.
Nel 2017 il campionato si sviluppa in 2 gironi da 3 squadre l’uno, il girone A composto da Pro Roma, Jr Alpina Trieste e Montegranaro ed il girone B composto da Islanders Catania, Ciclope Bronte e Warriors Paternó.
Alla fine della Regular season la classifica è la seguente:
GIRONE A:
1º Jr Alpina Trieste
2º Pro Roma 
3º Montegranaro 
GIRONE B:
1º Ciclope Bronte
2º Islanders Catania
3º Warriors Paternó
Quindi dopo gli scontri in semifinale tra Jr Alpina vs Islanders e Ciclope Bronte vs Pro Roma, i risultati sul campo sanciscono la finale che sarà Jr Alpina Trieste vs Pro Roma ed il 7 ottobre 2017 dopo due gare scudetto sul campo neutro di Montegranaro la Jr Alpina Trieste con la vittoria di entrambi i match, si aggiudica il titolo italiano 2017.
Nel 2018 lo Scudetto si è spostato a Sud grazie all'impresa degli Islanders Catania che nella Final Four di Roma presso l'impianto dell'Acquacetosa si aggiudicano il Titolo di Campione d'Italia 2018 vincendo tutte le partite contro le forti compagini dello junior Alpina Trieste, del Nettuno Academy e della Pol. Alì Terme (ME). È la prima volta in assoluto che una Squadra siciliana vince uno Scudetto nelle discipline del Baseball e Softball. Si può ritenere dunque un fatto storico.
Nel 2019 gli Islanders Catania riscrivono la storia ancora una volta infatti portano a casa il secondo scudetto consecutivo dopo quello del 2018. Teatro della Final Four questa volta è la Cittadella Universitaria di Messina. A contendersi il Titolo di campione d'Italia 2019, oltre gli Islanders Catania, il Nettuno Academy, lo Junior Alpina Trieste e i Warriors Paternò. Con la vittoria di tutte le partite disputate gli Islanders Catania si confermano Campioni d'Italia 2019.

## La Storia del Campionato Italiano Maschile di Baseball-Softball Fastpitch
La nascita del softball risale al XIX secolo negli Stati Uniti, a Chicago, come alternativa indoor al baseball. Un gruppo di uomini era riunito nella palestra di un circolo velico per ascoltare i risultati dell'annuale sfida (1887) tra le università di Yale e Harvard; una volta resa ufficiale la vittoria di Yale e pagate le scommesse, uno di loro tirò un vecchio guantone da boxe contro un altro, che lo respinse con un bastone: da quell'episodio, apparentemente insignificante, nacque il softball, denominato anche Baseball-Softball Fastpitch.
In Italia fa la sua prima comparsa nel 1945 con l'avvento dei militari americani, che svolgono regolari tornei maschili con squadre coinvolgenti prevalentemente il Lazio, finché vi fu la diffusione e l'affermazione definitiva del baseball (che già a fine anni '40 era giocato indipendentemente in campionati nel nord e nel centro Italia). Il softball continuò così ad essere praticato da sole donne dalla fine degli anni '40 e fino agli anni '50.
Il softball maschile, prima dell'avvio sistematico del Campionato Italiano nel 2008 (se si esclude l'interruzione del 2012)  vide svolgersi un primo pionieristico campionato nel 1958, vinto dal B.C. Napoli.
Lo sviluppo del Baseball-Softball Fastpitch italiano maschile negli ultimi anni è dimostrato anche con la conquista da parte della Roma Softball Fastpitch di due Coppe dei Campioni europee e di due Supercoppe Europee (ESF men's European Cup Club Championship) nel 2013 (a Castions di Strada) e nel 2015 (a Praga). Nel 2014, la stessa Roma Softball Fastpitch ha vinto a Ginevra il Torneo Internazionale Geneve valevole come ultima edizione della Coppa delle Coppe di softball maschile (ESF men's CWC club championships).

## Campionato italiano 2008-2011
La formula del campionato nel periodo 2008-2011 si è disputato da maggio a luglio con la partecipazione di 7 squadre, divise in due gironi.
Girone A
Tiger Softball Cagliari, AS Sassari Iglesias, GS Polizzi Softball.
Girone B
Roma Softball Fastpitch, Nettuno Softball, Domenicans Arezzo, Mad Farmers Foligno.
Il campionato era diviso in regular season e play off. Nella regular season le squadre si sono affrontate in raggruppamenti fra maggio e giugno.
Alla fine della Regular season, le prime due squadre del girone A e le prime tre del girone B si contendevano l'accesso alla finale. Le due migliori classificate si affrontarono in finale al meglio delle tre partite.

## Albo d'oro
| Edizione | Vincitore                                                  |  |
| 1958     | Napoli Baseball Club                                       |  |
| 2008     | Roma Softball Fastpitch (AS Roma Baseball)                 |  |
| 2009     | Roma Softball Fastpitch (AS Roma Baseball)                 |  |
| 2010     | Roma Softball Fastpitch (Urbe Roma)                        |  |
| 2011     | Roma Softball Fastpitch (Lupi Roma)                        |  |
| 2013     | Roma Softball Fastpitch (Roma - Nettuno Baseball Softball) |  |
| 2014     | Junior Alpina Team Enjoy FVG                               |  |
| 2015     | --                                                         |  |
| 2016     | Roma Softball Fastpitch (Pro Roma)                         |  |
| 2017     | Junior Alpina (Trieste)                                    |  |
| 2018     | ACF Group Islanders Catania Bas. Soft.                     |  |
| 2019     | ACF Group Islanders Catania Bas. Soft.                     |  |